# Uranotaenia bertii
Uranotaenia bertii is een muggensoort uit de familie van de steekmuggen (Culicidae). De wetenschappelijke naam van de soort is voor het eerst geldig gepubliceerd in 1964 door Cova Garcia & Rausseo.